# Ferdinand Le Cerf

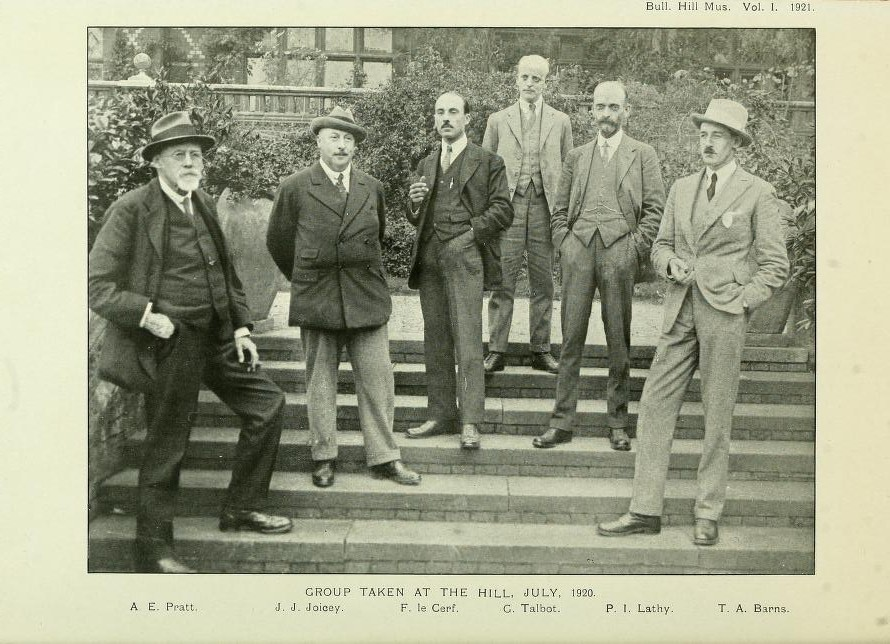
Ferdinand Le Cerf (3º no sentido horário) e outros entomologistas, diante do Hill Museum (foto de 1920).

Ferdinand Le Cerf (Paris, 3 de Outubro de 1881 — Paris, 1945) foi um entomologista que se notabilizou no estudo dos Lepidoptera.

## Biografia
Foi  preparador (préparateur) no laboratório de entomologia do Muséum national d'histoire naturelle de Paris, instituição que atualmente guarda as suas colecções entomológicas.
É autor dos três volumes sobre os lepidópteros que integram a Encyclopedie Entomologique (Lechevalier Paris 1926, 1927 e 1929) e de numerosos artigos científicos, na sua maioria publicados no Bulletin da Société entomologique de France, da qual era membro.